# Wendenringbrücke
Die Wendenringbrücke überquert in Braunschweig die Oker unterhalb des Zusammenflusses der Umflutgräben. Sie entstand im Zuge der Anlage der nördlichen Ringstraße nach dem Ortsbauplan von 1882/89 und wurde 1889 im Zuge des Stadterweiterungsplans von Ludwig Winter, dem damaligen Stadtbaurat fertiggestellt. Als einziger historischer Brückenbau im Verlauf des wilhelminischen Rings ist sie in den Formen der Neorenaissance gestaltet.

## Baubeschreibung

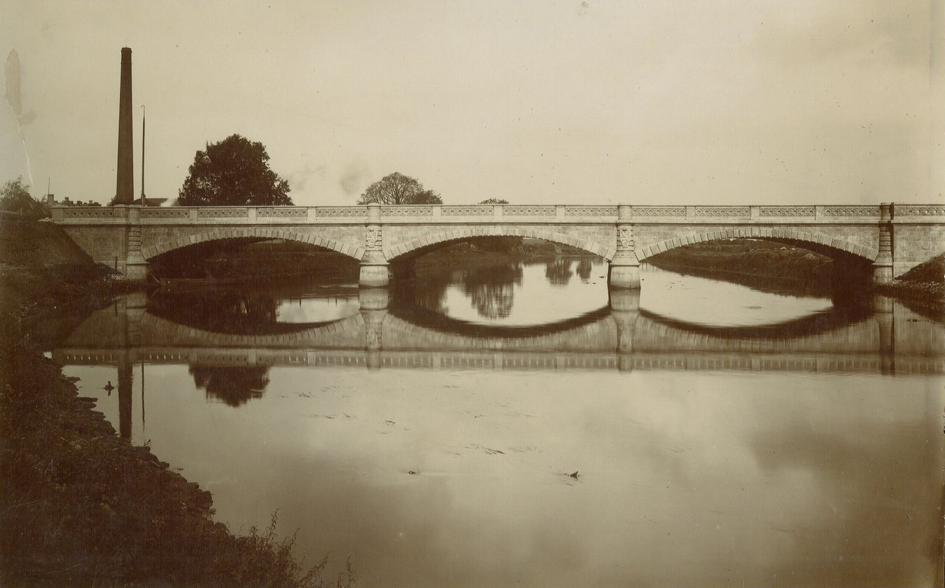
Wendenringbrücke, Ansicht von Süden, 1889

Da im 19. Jahrhundert das Okerbett noch breiter war, wurde die Wendenringbrücke als eine massive Drei-Bogen- bzw. Gewölbekonstruktion aus Werk- bzw. Natursteinmauerwerk gebaut. Heute sind es lediglich zwei Bögen. Die Wendenringbrücke hat eine Länge von 61,5 m und eine Breite von 22,0 m. Die Stützweite der beiden äußeren Bögen beträgt jeweils 19,0 m, die des sich in der Mitte befindlichen Bogens 19,5 m.
Die Brückenbögen waren relativ flach angelegt, die Außenbögen waren 1,9 m hoch und der mittlere Bogen 2,0 m. Dies wurde durch kräftiges Quadermauerwerk betont. Die Bögen ruhten über Pfeilern und Widerlagern, deren Stirnseite gerundet war. Über den Pfeilerstirnen erhoben sich entsprechende Wandpfeiler.
Kennzeichen für den Bau im Stil der Neorenaissance sind unter anderem, der massive Natursteinmauerwerksbau und dass letztendlich nicht mit Eisenkonstruktionen gearbeitet wurde, sowie die Verzierungen und Betonungen durch Postamente und Quadermauerwerk.
Das ursprüngliche Erscheinungsbild der Wendenringbrücke ging jedoch Mitte des 20. Jahrhunderts verloren. 1967/68 erfolgte ein vierspuriger Ausbau der Ringstraße, dies erforderte eine Verbreiterung der Brücke mit auskragenden Stahlbetonkonstruktionen, auch Gehwegen. Des Weiteren wurden die Pfeiler und Wandvorlagen mit Beton ummantelt. Außerdem wurde das Balustergeländer gegen eine Stahlkonstruktion ersetzt und die Wendenringbrücke zeichnen nun lediglich zwei anstatt drei Bögen aus.
| Planungs- und Bauzeit:                 | 1886–89                                                                    |  |
| Architekt/Ingenieur:                   | Ludwig Winter                                                              |  |
| Maße: Länge, Breite                    | 61,50 m, 22,00 m                                                           |  |
| Stützweite                             | 19,00 + 19,50 + 19,00 m                                                    |  |
| Konstruktion:                          | Gewölbebrücke aus Werksteinmauerwerk                                       |  |
| Umbauten/Reparaturen:                  | 1967/68: Verbreiterung, Stahlbetonkonstruktionen, Baukosten: 462.489,41 DM |  |
| Umbauten/Reparaturen:                  | 1985: Sanierung                                                            |  |
| Quelle: Angaben der Stadt Braunschweig |                                                                            |  |

## Bau- und Nutzungsgeschichte
Die Wendenringbrücke lässt sich zunächst im Stadtplan des 19. Jahrhunderts als Brückenbau mit einer Steinkonstruktion und mit der Funktion eines Verkehrsbaus zuordnen.
Im 19. Jahrhundert kam es zu einem großen Umbruch in Braunschweig. Dieser begann unter anderem durch Gründung der Eisenbahnlinie zwischen Braunschweig und Wolfenbüttel 1838. Damit wurde die Industrialisierung angekurbelt und Braunschweig erlebte einen Aufschwung. Die Einwohnerzahl stieg rasant von knapp 40.000 Einwohner (1850) auf 100.000 Einwohner bis 1890, womit Braunschweig als Großstadt galt. Die Industrialisierung und die steigenden Einwohnerzahl führten zu einer allgemeinen Stadtentwicklung.
Eine zeitgenössische Stimme beklagte in der Rückschau noch 1878:

„Hatte es doch den Anschein, als ob man nicht eine Stadt erweiterte nach bestimmten Plan und festen Grundsätzen, sondern als ob man große Dörfer entstehen sah mit unregelmäßigen Straßen und Gehöften.“

Nach einigen Diskussionen mit dem Architekten- und Ingenieurverein einigte man sich darauf, dass eine 20 bis 35 m breite Ringstraße, in Analogie zu den Wallpromenaden, den Verkehr in genügenden Abstand zur Innenstadt durch die entstehende Außenstadt leiten solle. Ludwig Winter entwickelte noch in demselben Jahr einen Ortsbauplan.
Dieser Ortsbauplan, der von Stadtgeometer Friedrich Knoll kartiert wurde, sollte die alte Wallpromenade erhalten, und eine neue Ringstraße sollte die Hauptverkehrsstraße der Außenstadt werden. Auch sollte die Ringstraße als geeigneter Wohnsitz für Braunschweiger Bürger mit gehobenen Ansprüchen dienen; hier standen die prunkvollen Bauten der Stadt.

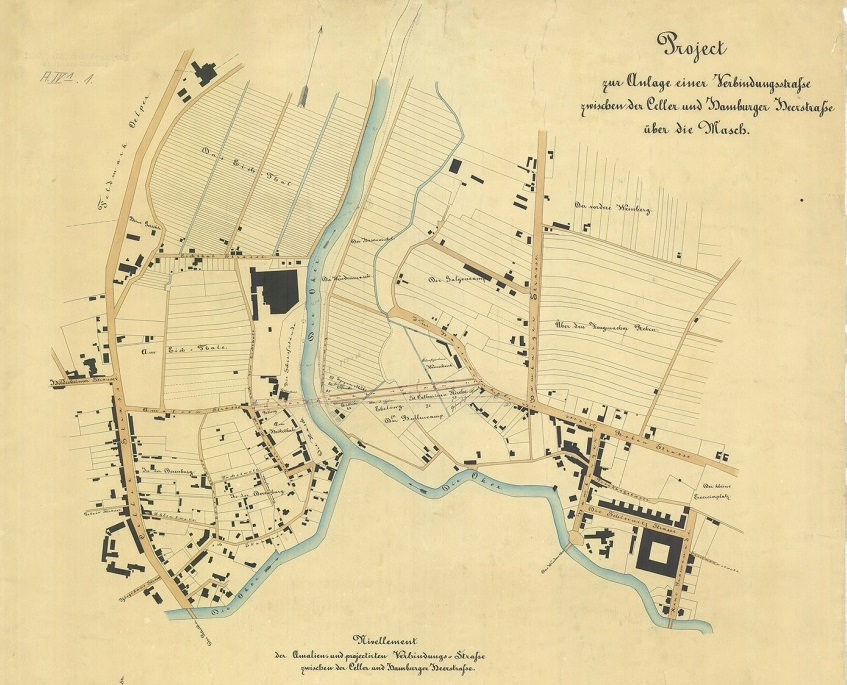
Anlage einer Ringstraße

Weitere Punkte, die in dem Ortsbauplan berücksichtigt wurden, waren die Einführung regelmäßiger Stadtquartiere mit neuen Kirchen und Schulen. Östlich des Stadtkerns entstand ein großbürgerliches Wohnquartier. Nördlich und westlich des Stadtkerns hingegen breiteten sich die Industriegebiete und die Arbeiterwohnhäuser aus.
Im Juni 1882 wurde der Ortsbauplan von der Stadtverordnetenversammlung genehmigt.
Außerdem wurde in den 1880er Jahren die Stadt systematisch kanalisiert, was zu einer administrativen Erweiterung im Hoch- und Tiefbau, sowie zum Ausbau vorhandener Straßen und der Anlage neuer Straßen und Brücken führte. Innerhalb dieses Programms arbeiteten Ludwig Winter und Gustav Menadier, der für die Errichtung und Sicherung der Okerbrücken zuständig war, zusammen. In diesem Zuge wurde auch die Wendenringbrücke gebaut, die für den Bau der nördlichen Ringstraße nach dem Ortsbauplan wesentlich war.
Im Jahr 1889 wurde der Ortsbauplan, aufgrund der Umbrüche in der Stadt, zum ersten Mal überarbeitet. Hierbei kam es zu Erneuerungen im Zentrum der Stadt, unter anderem von Verwaltungs-, Regierungs- und Justizbauten.

## Einordnung in das zeitgenössische Bauen/Konstruieren
Das 19. Jahrhundert war die Zeit des Historismus, der von dem Geist der Romantik und der Baukunst der Gotik mitgeprägt war. Durch die vielen sozialen und wirtschaftlichen Umbrüche suchte man teilweise Halt in der Vergangenheit, aber auch da man auf die altbekannten massiven Bauweisen vertraute und die Kulturgeschichte und die humanistische Bildung einen hohen Stellenwert hatten, wurde so Adel und Reichtum und auch die Bauherren nach außen durch die Bauweise zelebriert.